# Rivière Larochelle
Pour les articles homonymes, voir Larochelle.
La rivière Larochelle est un affluent de la rivière Bécancour. Elle coule dans les municipalités de Saint-Julien et Irlande, dans la municipalité régionale de comté (MRC) de Appalaches, dans la région administrative de Chaudière-Appalaches, au Québec, au Canada.

## Géographie
Les principaux bassins versants voisins de la rivière Larochelle sont :
- côté nord : rivière Bécancour, lac William ;
- côté est : rivière Bécancour, Lac à la Truite ;
- côté sud : rivière Blanche (rivière au Pin) ;
- côté ouest : ruisseau Côté, rivière Bulstrode.

La rivière Larochelle prend sa source en montagne, à 1,7 km à l'ouest au village de Saint-Julien, 4,1 km au nord-est du village de Saint-Fortunat et à 7,9 km au nord-ouest du village de Saint-Jacques-le-Majeur-de-Wolfestown.
À partir de sa tête, la rivière Larochelle coule sur 15,7 km répartis selon les segments suivants :
- 0,9 km vers le sud-est, dans la municipalité de Saint-Julien, jusqu'à une route forestière ;
- 4,3 km vers le nord-est, jusqu'à la route ;
- 2,6 km vers le nord, jusqu'à la route du 2e rang ouest ;
- 3,6 km vers le nord, jusqu'au pont du hameau "Le Cent-Ans" ;
- 2,5 km vers le nord, jusqu'au pont du hameau "Maple Grove" ;
- 1,8 km vers l'est, jusqu'à sa confluence.

La rivière Larochelle se déverse sur la rive ouest de la rivière Bécancour. Cette confluence est située à 1,1 à l'est du hameau "Maple Grove", à 0,6 km en amont du "Lac à la Truite" et à 3,6 km en amont du lac William.

## Toponymie
Le toponyme "rivière Larochelle" a été officialisé le 17 août 1978 à la Commission de toponymie du Québec.